# Abdy Bäşimow
Abdy Azimowiç Bäşimow (ur. 12 grudnia 1995 w Aszchabadzie) – turkmeński piłkarz grający na pozycji środkowego obrońcy w klubie FK Arkadag.

## Kariera klubowa

### Qizilqum Zarafshon
Bäşimow przeszedł do Qizilqum Zarafshon 4 lutego 2020. Zadebiutował dla nich 1 marca 2020 w meczu z Nasaf Karszy (przeg. 1:3). Ostatecznie w ich barwach wystąpił 7 razy nie zdobywając żadnej bramki.

## Kariera reprezentacyjna
| Mecze i gole w reprezentacji | Mecze i gole w reprezentacji | Mecze i gole w reprezentacji | Mecze i gole w reprezentacji | Mecze i gole w reprezentacji | Mecze i gole w reprezentacji | Mecze i gole w reprezentacji | Mecze i gole w reprezentacji                 |
| Turkmenistan                 | Turkmenistan                 | Turkmenistan                 | Turkmenistan                 | Turkmenistan                 | Turkmenistan                 | Turkmenistan                 | Turkmenistan                                 |
| Lp.                          | Data                         | Miejsce                      | Gospodarz                    | Gość                         | Wynik                        | Gol                          | Rozgrywki                                    |
| ---------------------------- | ---------------------------- | ---------------------------- | ---------------------------- | ---------------------------- | ---------------------------- | ---------------------------- | -------------------------------------------- |
| 1.                           | 10.10.2019                   | Bejrut                       | Liban                        | Turkmenistan                 | 2:1                          |                              | Mistrzostwa Świata 2022 – eliminacje         |
| 2.                           | 15.10.2019                   | Kuwejt                       | Kuwejt                       | Turkmenistan                 | 1:1                          |                              | Mecz towarzyski                              |
| 3.                           | 14.11.2019                   | Aszchabad                    | Turkmenistan                 | Korea Północna               | 3:1                          |                              | Mistrzostwa Świata 2022 – eliminacje         |
| 4.                           | 19.11.2019                   | Aszchabad                    | Turkmenistan                 | Sri Lanka                    | 2:0                          | Gol                          | Mistrzostwa Świata 2022 – eliminacje         |
| 5.                           | 27.05.2022                   | Sisaket                      | Tajlandia                    | Turkmenistan                 | 1:0                          |                              | Mecz towarzyski                              |
| 6.                           | 08.06.2022                   | Bukit Jalil                  | Malezja                      | Turkmenistan                 | 3:1                          |                              | Puchar Azji w Piłce Nożnej 2023 – eliminacje |
| 7.                           | 14.06.2022                   | Bukit Jalil                  | Bahrajn                      | Turkmenistan                 | 1:0                          |                              | Puchar Azji w Piłce Nożnej 2023 – eliminacje |
| 8.                           | 23.03.2023                   | Iskandar Puteri              | Malezja                      | Turkmenistan                 | 1:0                          |                              | Mecz towarzyski                              |
| 9.                           | 11.06.2023                   | Taszkent                     | Tadżykistan                  | Turkmenistan                 | 1:1                          |                              | Puchar Narodów CAFA 2023                     |
| 10.                          | 14.06.2023                   | Taszkent                     | Uzbekistan                   | Turkmenistan                 | 2:0                          |                              | Puchar Narodów CAFA 2023                     |
| 11.                          | 17.06.2023                   | Taszkent                     | Turkmenistan                 | Oman                         | 0:2                          |                              | Puchar Narodów CAFA 2023                     |
| 12.                          | 08.09.2023                   | Surabaja                     | Indonezja                    | Turkmenistan                 | 2:0                          |                              | Mecz towarzyski                              |
| 13.                          | 12.09.2023                   | Dubaj                        | Bahrajn                      | Turkmenistan                 | 1:1                          |                              | Mecz towarzyski                              |
| 14.                          | 16.11.2023                   | Aszchabad                    | Turkmenistan                 | Uzbekistan                   | 1:3                          |                              | Mistrzostwa Świata 2026 – eliminacje         |
| 15.                          | 21.11.2023                   | Hongkong                     | Hongkong                     | Turkmenistan                 | 2:2                          |                              | Mistrzostwa Świata 2026 – eliminacje         |